# Рейкявик
Рѐйкявик (на исландски: Reykjavík, [ˈreiːcaˌviːk], буквално означава „Пушещия залив“) е столицата и най-големият град на Исландия. Населението е 139 875 жители към 2023 г., включително сателитните градове – около 249 000, което представлява около 63% от общото население на страната (321 857 души). Това е най-северната столица на държава в света.
Разположен е в югозападната част на страната, в залива Фахсафлоуи на Атлантическия океан.
В Рейкявик промишленото и битовото отопление се осигуряват от термалните води. Някога хората перяли в горещите извори и дори пекли хляба си в дупки в земята. Градината на горещите извори – така наричат градчето Хверагерди, намиращо се на няколко километра на изток от Рейкявик. В Хверагерди има оранжерии, затопляни от термални води. Благодарение на тях в студената Исландия се отглеждат банани, грозде, зеленчуци, орхидеи и рози.

## История
Исландия е заселена от норвежки и келтски имигранти през края на IX и началото на X век. Според средновековната книга за заселването на Исландия Ингоулвур Артнаршон, първият исландски заселник, построил фермата си през 874 г. на полуострова, където сега се намира Рейкявик. Именно Ингоулвур и дава името на града, което в превод означава „Пушещия залив“, заради облаците пара от горещите термални извори, които са правели дълбоко впечатление на заселниците.
След като норвежките крале установяват властта над острова през 1262 г., Рейкявик се превръща в център за събиране на данъци, както и важен център за търговия с Норвегия, Англия и Ханза. Неговото административно, търговско и икономическо значение се засилва след 1395 г., когато Исландия става владение на Дания. През 1627 г. Рейкявик е изцяло опустошен от берберските пирати, начело с Мурад Рейс-младши – холандският ренегат на Ян Янсон ван Харлем.
Много векове по-късно, около средата на XVIII век, малкото градче започва да расте близо до фермата в Рейкявик благодарение на кралския касиер Скули Магнусон, известен като „бащата на Рейкявик“, който основава работилници за вълна в Рейкявик като част от работата си за модернизиране на исландската икономика. Това е бил тласък за началото на развитието на Рейкявик като град. Рейкявик получава статут на град на 18 август 1786 г.
Исландският парламент се среща за първи път през 930 г. на полетата в югозападна Исландия. През 1798 г. всичко е премахнато, но през 1845 г. е пресъздадено в Рейкявик, където се намират правителството и администрацията на страната. Когато Исландия постига самоуправление, а след това и независимост от Дания, Рейкявик става столица на държавата.
С ускоряването на икономическия прогрес през XX век, Рейкявик също нараства, но придобива особено бързо развитие през втората половина на XX век.
По време на Втората световна война Рейкявик придобива стратегическо значение за американските и английските кораби, които патрулират във водите на Северния Атлантически океан. На 10 май 1940 г., след като Германия окупира Дания и Норвегия, британските войски кацат в Рейкявик по време на операция „Форк“. Те не срещат никаква съпротива. През декември 1943 г. изтича договорът за личен съюз на Дания и Исландия, сключен през 1918 г. На 17 юни 1944 г. Исландия е провъзгласена за независима република, а град Рейкявик официално е признат за нейна столица.

## География
Рейкявик е разположен в югозападната част на Исландия. През ледената епоха голяма част от площта на Рейкявик е била покрита от ледник, докато друга част се е намирала под морската повърхност. В миналото намиращите се в близост хълмове са били активни вулкани.
След края на ледниковата епоха, издигането на земната повърхност е унищожило съществуващите ледници. Вулканични изригвания и земетресения са оформили днешния релеф. През Рейкявик тече река Елидаа, която е неплавателна. На 10 км на север от столицата се намира планината Еся (914 м).
По-голямата част от града е разположена на полуостров Селтярнарнес.

### Климат
Температурите в столицата рядко падат под -15 °C през зимата, тъй като климатът е силно повлиян от топлото течение Гълфстрийм. Климатът е субполярен океански, а градът е разположен на северната граница на умерената зона. Поради крайбрежното си разположение, в Рейкявик се наблюдава силен вятър, (особено през зимата). Лятото е хладно с температури между 10 °C и 15 °C, понякога надвишаващи 20 °C. Средно 148 дни в годината са дъждовни. Сухото време не е типично, въпреки това през 2007 година не са били отбелязани никакви валежи в продължение на месец. Пролетта е най-слънчевият сезон, а най-слънчевият месец е май. Най-високата измерена температура е 26,2 °C (30 юли 2008 година).
| Климатични данни за Рейкявик          | Климатични данни за Рейкявик | Климатични данни за Рейкявик | Климатични данни за Рейкявик | Климатични данни за Рейкявик | Климатични данни за Рейкявик | Климатични данни за Рейкявик | Климатични данни за Рейкявик | Климатични данни за Рейкявик | Климатични данни за Рейкявик | Климатични данни за Рейкявик | Климатични данни за Рейкявик | Климатични данни за Рейкявик | Климатични данни за Рейкявик |
| Месеци                                | яну.                         | фев.                         | март                         | апр.                         | май                          | юни                          | юли                          | авг.                         | сеп.                         | окт.                         | ное.                         | дек.                         | Годишно                      |
| Абсолютни максимални температури (°C) | 10,7                         | 9,9                          | 11,7                         | 14,7                         | 20,6                         | 22,4                         | 26,2                         | 24,8                         | 18,5                         | 15,7                         | 12,6                         | 12,0                         | 26,2                         |
| Средни максимални температури (°C)    | 2,5                          | 2,8                          | 3,4                          | 6,1                          | 9,7                          | 12,4                         | 14,2                         | 13,6                         | 10,9                         | 7,0                          | 4,1                          | 3,1                          | 7,48                         |
| Средни температури (°C)               | 12,8                         | 13,4                         | 14,1                         | 15,4                         | 17,5                         | 20,2                         | 22,4                         | 22,7                         | 21,7                         | 19,2                         | 16,1                         | 13,5                         | 15,7                         |
| Средни минимални температури (°C)     | −2,4                         | −2,4                         | 1,9                          | 0,5                          | 3,8                          | 7,0                          | 8,8                          | 8,4                          | 5,7                          | 2,2                          | −0,5                         | −1,8                         | 2,3                          |
| Абсолютни минимални температури (°C)  | −19,7                        | −17,6                        | −16,4                        | −16,4                        | −7,7                         | −0,7                         | 2,7                          | −0,4                         | −4,4                         | −10,6                        | −15,5                        | −16,8                        | −19,7                        |
| Средни месечни валежи (mm)            | 80,6                         | 85,6                         | 81,4                         | 56,0                         | 52,8                         | 44,2                         | 52,7                         | 68,6                         | 71,8                         | 74,3                         | 79,5                         | 94,3                         | 841,9                        |
| ------------------------------------- | ---------------------------- | ---------------------------- | ---------------------------- | ---------------------------- | ---------------------------- | ---------------------------- | ---------------------------- | ---------------------------- | ---------------------------- | ---------------------------- | ---------------------------- | ---------------------------- | ---------------------------- |
| Източник: Iceland Met Office          |                              |                              |                              |                              |                              |                              |                              |                              |                              |                              |                              |                              |                              |

## Личности
Родени
- Ауртни Арасон (р. 1975), исландски футболист-национал, вратар
- Бьорк (р. 1965), исландска певица
- Ейдюр Гудьонсен (р. 1978), исландски футболист-национал
- Йоухана Сиюрдардоухтир (р. 1942), министър-председател
- Халдоур Лакснес (1902 – 1998), исландски писател, Нобелов лауреат
- Храпън Гунльойсон (р. 1948), исландски кинорежисьор
- Фридрик Оулафсон (р. 1935), исландски шахматист

Починали
- Халдоур Лакснес (1902 – 1998), исландски писател
- Боби Фишер (1943 – 2008), американски шахматист, световен шампион

## Побратимени градове
- Баку, Азербайджан
- Каракас, Венецуела
- Копенхаген, Дания
- Хелзинки, Финландия
- Кингстън ъпон Хъл, Великобритания
- Ла Пас, Боливия
- Москва, Русия
- Нуук, Гренландия
- Осло, Норвегия
- Санкт Петербург, Русия
- Сиатъл, САЩ
- Стокхолм, Швеция
- Струмица, Северна Македония
- Торсхавн, Фарьорски острови
- Вилнюс, Литва
- Уинипег, Канада
- Вайлбург, Германия